# Jacques Mirabaud
Pour les articles homonymes, voir Mirabaud.
Jacques-Marie-Jean Mirabaud, né le 25 juin 1784 à Genève et mort dans la même ville le 17 décembre 1864, est un banquier genevois.

## Biographie
Fils de Jacques Mirabaud, marchand-épicier, et de Charlotte Lombard, il entre comme commis dans une entreprise de denrées coloniales. Installé à Milan en 1801, il devient commis, puis associé de la banque Labaume & Cie. Son grand-père, Jean Mirabaud (1706-1776), était un marchand originaire d'Aigues-Vives, près de Nîmes, venu s'établir à Genève en 1731. 
Mirabaud fonde à Milan sa propre maison de banque en 1814, l'une des plus importantes de la ville. Il négocie des emprunts pour le royaume de Sardaigne en 1821, puis pour le duché de Parme en 1823 et 1827. Il est chargé de la liquidation du Mont Napoléon.
Rentré à Genève, il devient député au Conseil représentatif de Genève de 1833 à 1842 et cofonde la Caisse des familles en 1839. 
Il est le père d'Henri Mirabaud  (1821-1893), né à Milan, qui s'établit en France et est à l'origine de la Banque Mirabaud de Paris fondée dans les années 1850 (elle fusionne en 1953 avec la Banque de l'Union parisienne) et également le grand-père d'Ivan Mirabaud (1850-1935) de la banque genevoise  Mirabaud & Cie et de Paul Mirabaud.

### Sources
- Jean de Senarclens, « Mirabaud, Jacques » dans le Dictionnaire historique de la Suisse en ligne, version du 19 janvier 2010.
- Bernard Dubouloz, Un grand banquier international : Jacques Marie Jean Mirabaud (1784-1864), 1965
- Isabelle Chancelier, Messieurs Mirabaud et Cie: d'Aigues-Vives à Paris, via Genève et Milan, 2001
- Paul Mirabaud, Histoire généalogique des Mirabaud d'Aiguesvives, 1894